# Kazimierz Makarczyk
Kazimierz Tomasz Makarczyk (ur. 1 stycznia 1901 w Warszawie, zm. 27 maja 1972 w Łodzi) – syn Michała i Zofii Augusty z d. Łuk-Rodkiewicz, polski szachista, trener szachowy, złoty medalista olimpijski. Jego żoną była Aniela Lubicz-Lipska, tancerka klasyczna (absolwentka Szkoły Tańca Tacjanny Wysockiej), z którą mieli dwóch synów Wacława i Tomasza.

## Życiorys
Pomimo że urodził się  w Warszawie młodzieńcze lata życia spędził w Petersburgu, gdzie w wieku 15 lat zapoznał się z szachami. Wkrótce po maturze został przydzielony do Sekcji Organizacji, Departamentu I Ministerstwa Spraw Wojskowych, a 1 września 1919 r. został mianowany na stopień kaprala. W 1920 r. był – jako ochotnik – uczestnikiem Bitwy Warszawskiej. W latach 1919–1922 – z przerwą na służbę wojskową (w stopniu kaprala) podczas wojny polsko-sowieckiej, w oddziale zamkowym Komendy Miasta – studiował na Wydziale Prawa UW. Uczestniczył w seminariach prof. Ludwika Krzywickiego i Leona Petrażyckiego, u którego przygotowywał pracę dyplomową z prawa karnego pt. Prawo i obowiązki laików. Ze względów życiowych zmuszony został do przerwania studiów na kilka lat, a po śmierci profesora Leona Petrażyckiego nie wrócił już na Wydział Prawa, podejmując studia na Wydziale Filozoficznym UW, które ukończył pod kierunkiem prof. Tadeusza Kotarbińskiego w 1938 r. Był autorem książki, zawierającej prekursorskie rozwiązania w dziedzinie podstaw informatyki, pt. Technika rachunku logicznego, wydanej przez Towarzystwo im. Leona Petrażyckiego, którego był współzałożycielem.
Brał udział w pierwszych indywidualnych mistrzostwach Polski w 1926 roku, które ukończył na dziesiątym miejscu. Rok później odniósł duży sukces zajmując trzecie miejsce w mistrzostwach Polski w Łodzi, za dwoma późniejszymi arcymistrzami, Akibą Rubinsteinem i Ksawerym Tartakowerem (wtedy jeszcze nie istniał tytuł arcymistrza FIDE; obaj byli na światowym poziomie, a Rubinstein w swoim czasie był oficjalnym kandydatem do tytułu mistrza świata). Zdobył Makarczyk także ufundowaną przez marszałka Piłsudskiego nagrodę o wysokości 2000 zł za najładniejszą partię rozegraną podczas turnieju. W 1928 roku był liderem polskiej drużyny na olimpiadzie szachowej w Hadze, na której Polacy zdobyli brązowe medale. Barwy narodowe bronił w następnych czterech, znacznie silniej obsadzonych olimpiadach. Ogółem na pięciu olimpiadach zdobył wraz z drużyną jeden złoty, jeden srebrny i dwa brązowe medale, rozegrał 68 partii, w których zdobył 40½ pkt. (59,6%). W 1936 roku był w składzie polskiej reprezentacji na nieoficjalnej olimpiadzie towarzyszącej Igrzyskom Olimpijskim w Berlinie. Polska drużyna zajęła na niej drugie miejsce, za reprezentacją Węgier.
Podczas II wojny światowej Kazimierz Makarczyk, we wrześniu 1939 r. był internowany na froncie wschodnim, skąd udało mu się po kilku miesiącach uciec do Generalnego Gubernatorstwa. Zaraz po powrocie starał się wstawić u wysokiego urzędnika GG, skądinąd wybitnego szachisty, arcymistrza Bogolubowa, za reprezentacyjnym szachistą polskim żydowskiego pochodzenia – Dawidem Przepiórką, aresztowanym na początku wojny. Niestety interwencja ta okazała się nieskuteczna, a Przepiórka został rozstrzelany w Palmirach w kwietniu 1940 r. Kazimierz Makarczyk, jako kpr. podchorąży ps. „Magister” był uczestnikiem Powstania Warszawskiego w 1944 r. w Batalionie „Kiliński, a po jego upadku był więźniem obozu jenieckiego w Mühlbergu. W rozegranym w tym obozie międzynarodowym turnieju szachowym kierowana przez niego drużyna polska zajęła II miejsce.
Po wojnie Makarczyk zamieszkał w Łodzi. W latach 1945–1949 był adiunktem w Katedrze Logiki Uniwersytetu Łódzkiego, kierowanej przez prof. Tadeusza Kotarbińskiego. Makarczyk był jednym z nielicznych przedwojennych mistrzów, którzy kontynuowali szachową karierę w kraju. W latach 1946–1954 brał udział we wszystkich finałach mistrzostw Polski. W 1948 roku w Krakowie w doskonałym stylu zdobył tytuł mistrza Polski, wyprzedzając Stanisława Gawlikowskiego i Bogdana Śliwę. W 1950 roku ustanowił rekord Polski w grze jednoczesnej (symultanie) na 55 szachownicach, a Międzynarodowa Federacja Szachowa FIDE przyznała mu tytuł mistrza międzynarodowego.
W roku 1952 był bliski ponownego uzyskania tytułu mistrzowskiego, gdy w finale turnieju mistrzowskiego podzielił pierwsze miejsce ze Śliwą. W bezpośredniej sześciopartiowej dogrywce uległ jednak rywalowi 2-4. W turnieju „Expressu Wieczornego”, będącego nieoficjalnymi mistrzostwami Polski w grze błyskawicznej, zajął 1. miejsce. W tymże roku przeżył jedno z największych życiowych rozczarowań. Wspólnie z Gawlikowskim został wykluczony ze składu polskiej reprezentacji na olimpiadę szachową w Helsinkach jako element politycznie niepewny. Byłby w drużynie drugim, obok Kazimierza Platera, mistrzem międzynarodowym, który to tytuł przyznała mu w 1950 roku Międzynarodowa Federacja Szachowa. Prawomyślni zmiennicy, Andrzej Pytlakowski i Władysław Litmanowicz wspólnie zdobyli na olimpiadzie jeden punkt, remisując po jednej partii i przegrywając wszystkie pozostałe.
Po 1954 roku Makarczyk coraz rzadziej występował w turniejach, poświęcając swój czas na szkolenie młodzieży. Ze względu na bogate doświadczenie i sportową klasę był wysoko cenionym trenerem, do jego wychowanków zaliczali się m.in. Stefan Witkowski, Witold Balcerowski i Gedali Szapiro. Jako szachista reprezentował dojrzały, pozycyjny styl gry. Cieszył się dużym autorytetem, budził szacunek niezwykłą skromnością i kulturą osobistą oraz zamiłowaniem do czystej gry. W 1961 r. otrzymał tytuł honorowego członka Polskiego Związku Szachowego, był również Zasłużonym Mistrzem Sportu.

## Śmierć
Zmarł w Łodzi 27 maja 1972 roku. Pochowany został w grobie rodzinnym na Cmentarzu Powązkowskim w Warszawie.

### Memoriały Makarczyka
W latach 1978–2000, w Łodzi, zorganizowane zostały przez Łódzki Związek Szachowy memoriałowe turnieje szachowe im. Kazimierza Makarczyka: w latach 1978–1989 odbywały się jako „turnieje kołowe” (szachy klasyczne), a w latach 1999–2000, jako turnieje „otwarte” (szachy szybkie). Po kilkuletniej przerwie turnieje memoriałowe zostały wznowione staraniem Prezesa ŁKS i rodziny K. Makarczyka. I tak, w latach 2007–2016 zorganizowano w Łodzi:
- sześć seniorskich turniejów międzynarodowych (w latach 2007–2010, 2012, 2016) z silną obsadą szachistów z Polski i z zagranicy oraz
- licznie obsadzone dwa turnieje juniorskie (w 2012 r. – 112 uczestników, w 2014 r. 153 uczestników).

## Ciekawostki
- W 1925 r. Kazimierz Makarczyk prowadząc w „Kurierze Warszawskim” dział łamigłówek wymyślił termin krzyżówka[9][10].
- Wielki miłośnik szachów, marsz. Piłsudski, szereg razy zapraszał do Belwederu towarzysko Makarczyka i Przepiórkę, żeby obserwować rozgrywane między nimi partie[11].